# Municipio de Plain Center
El municipio de Plain Center (en inglés: Plain Center Township) es un municipio ubicado en el condado de Charles Mix en el estado estadounidense de Dakota del Sur. En el año 2010 tenía una población de 124 habitantes y una densidad poblacional de 1,33 personas por km².

## Geografía
El municipio de Plain Center se encuentra ubicado en las coordenadas 43°8′3″N 98°24′50″O / 43.13417, -98.41389. Según la Oficina del Censo de los Estados Unidos, el municipio tiene una superficie total de 93.47 km², de la cual 91,16 km² corresponden a tierra firme y (2,47 %) 2,31 km² es agua.

## Demografía
Según el censo de 2010, había 124 personas residiendo en el municipio de Plain Center. La densidad de población era de 1,33 hab./km². De los 124 habitantes, el municipio de Plain Center estaba compuesto por el 70,97 % blancos, el 25 % eran amerindios y el 4,03 % eran de una mezcla de razas. Del total de la población el 5,65 % eran hispanos o latinos de cualquier raza.